# Liste von Filmen über Fraternities und Sororities
Die Liste von Filmen über Fraternities und Sororities verzeichnet die Filme und Serien, in welchen es thematisch um amerikanische Fraternities und Sororities geht. Filme über andere Studentenverbindungen und ähnliche studentische Vereinigungen sind in der Liste von Filmen über Studentenverbindungen zu finden.
Wie die Studentenverbindungen deutscher Tradition haben die Fraternities und Sororities, ebenso wie die Studentenorden in Europa, ihren geschichtlichen Ursprung in den Freimaurerlogen des 18. Jahrhunderts. Im Unterschied zu Studentenverbindungen pflegen sie nicht den Comment, stehen daher nicht zu studentischen Traditionen wie Convent, Couleur, Kneipe oder Mensur.

## Filme
Alle Filme sind US-amerikanische Produktionen, soweit nicht im Genre anders ausgeführt. Die Sortierung erfolgt nach dem Datum der Erstveröffentlichung des Films.
| Filmtitel                                                                              | Erstausstrahlung (en.)/(dt.)                                    | Genre                                              | Regisseur                          | Anmerkungen |
| -------------------------------------------------------------------------------------- | --------------------------------------------------------------- | -------------------------------------------------- | ---------------------------------- | --- |
| All-American Co-Ed                                                                     | 31. Okt. 1941 (en.)                                             | Musicalfilm                                        | LeRoy Prinz                        | Als die Zeta Fraternity der Quinceton-Universität in ihrer Musikshow die Chormädchen der Mar-Brynn-Gartenbaufachschule persifliert, indem sie die jungen Männer als Mädchen verkleidet auftreten lässt, versucht der Publizist Hap Holden Matilda Collinge davon zu überzeugen, dass auch sie einen ähnlichen Werbegag brauche. |
| Ich glaub’, mich tritt ein Pferd (en. National Lampoon’s Animal House)                 | 28. Juli 1978 (en.)                                             | Spielfilm-Komödie                                  | John Landis                        | Die Ostküste der Vereinigten Staaten, 1962: Im fiktiven Faber College müssen sich die Erstsemester wie jedes Jahr eine passende Fraternity suchen. Die Verbindungen unterstehen dem Dekan und damit gewissen Regeln, zum Beispiel darf nur an ausgewählten Tagen Alkohol konsumiert werden. |
| Die Wildschweine sind los! (en. King Frat)                                             | 1979                                                            | Filmkomödie                                        | Ken Wiederhorn                     | Verbindungsbrüder beschließen, einen Pups-Wettkampf abzuhalten. Der Sieger dieses würzigen Wettstreits erhält die Königskrone. |
| American Teens                                                                         | 1979                                                            | Filmkomödie                                        | Gerald Seth Sindell                | Ein paar Studentinnen werden nicht in die elitäre Sorority aufgenommen. Deshalb gründen sie kurzerhand eine eigene, was den Konkurrentinnen natürlich gar nicht gefällt – den Jungs hingegen umso mehr, sind sie doch die Nutznießer des Zickenkriegs. |
| Monster im Nachtexpreß (en. Terror Train)                                              | 3. Okt. 1980 (en.)/18. Juni 1981 (dt.)                          | kanadisch/US-amerikanischer Horrorthriller         | Roger Spottiswoode                 | Auf einer Silvesterfeier spielen Medizinstudenten der Fraternity Sigma-Phi-Omega ihrem mental labilen und schüchternen Kommilitonen Kenny Hampson einen makabren Streich. Der junge Mann erleidet dabei ein traumatisches Erlebnis und landet schließlich in einer psychiatrischen Klinik, wo er stationär aufgenommen wird. |
| Die Rache der Eierköpfe (en. Revenge of the Nerds)                                     | 20. Juli 1984 (en.)                                             | Filmkomödie                                        | Jeff Kanew                         | Die besten Freunde und Nerds Lewis und Gilbert schreiben sich am Adams College ein, um Informatik zu studieren. Noch während ihrer Ankunft machen sie Bekanntschaft mit den Alpha Betas, einer Fraternity, in der hauptsächlich Football-Spieler sind. |
| American Eiskrem (en. Fraternity Vacation)                                             | 12. Apr. 1985 (en.)                                             | Sex-, Komödien-, Teeniefilm                        | James Frawley                      | Stephen Geoffreys spielt als Nerd der Fraternity Theta Pi Gamma im Bundesstaat Iowa, mit Tim Robbins und Cameron Dye als Fraternity Theta Pi Gamma (oder, wie ihre Rivalen im Iowa State die „Theta Pigs“ nennen). In den Frühlingsferien in Palm Springs, Kalifornien, wetteifern mehrere Jungen um die Zuneigung einer anspruchsvollen Studentin. |
| Fandango                                                                               | 25. Jan. 1985 von Warner Bros (en.)/DVD am 15. Feb. 2005 (en.)  | Roadmovie                                          | Kevin Reynolds                     | Es ist 1971 im Haus einer Fraternity auf dem Gelände der Universität von Texas in Austin, Texas. Die erste Einstellung des Films zeigt Gardner Barnes (Kevin Costner), wie er Dartpfeile auf ein Foto seiner Ex-Freundin (Suzy Amis) wirft. |
| Die Nacht der Creeps (en. Night of the Creeps)                                         | 22. Aug. 1986 (en.)/16. April 1987 (dt.)                        | Low-Budget-Horrorfilm                              | Fred Dekker                        | Während einer Feier auf dem Campus verliebt sich der schüchterne Chris Romero in die attraktive Cynthia „Cindy“ Cronenberg. Um ihr näherzukommen, beschließt er zusammen mit seinem besten Freund James Carpenter „J.C.“ Hooper der gleichen Fraternity beizutreten wie seine Angebetete. |
| Sorority House Massacre (alt. Death House)                                             | 10. Okt. 1986 (en.)                                             | Slasher-Film                                       | Carol Frank                        | Eine Collegestudentin, die sich kürzlich einer Sorority angeschlossen hat, wird von einem entflohenen psychotischen Mörder verfolgt, mit dem sie eine merkwürdige telepathische Verbindung teilt. |
| Die Supertrottel (en. Revenge of the Nerds II: Nerds in Paradise)                      | 10. Juli 1987 (en.)/9. Jan. 1989 VHS (dt.)                      | Filmkomödie                                        | Joe Roth                           | Die Fraternity Lambda Lambda Lambda (Tri-Lämmer) plant ihren Urlaub in Fort Lauderdale, Florida. Allerdings muss Lewis alleine mit seinen Freunden reisen, da sich Gilbert durch ein riskantes Manöver beim Schach das Bein brach. |
| Beast You! (en. Sorority Babes in the Slimeball Bowl-O-Rama, Alternativ: The Imp)      | 29. Jan. 1988 (en.)                                             | Horrorkomödie                                      | David DeCoteau                     | Die Studenten Calvin, Jimmie und Keith spionieren die Sorority Tri-Delta aus, die gerade eine Initiationszeremonie abhält. Die Mitglieder Babs, Rhonda und Frankie bereiten sich auf das Ritual vor, während die Neuankömmlinge Taffy und Lisa warten. Diesen Moment nutzen die jungen Männer aus, um das Verbindungshaus zu betreten. Als erste Aufgabe müssen sie es aushalten, mit einem Paddel versohlt zu werden.                                           |
| Pledge Class (alt. Pledge Night)                                                       | 1988 (en.)/1990 (dt.), in Deutschland verboten                  | Horrorfilm                                         | Paul Ziller                        | Eine Fraternity, die in der „Höllenwoche“ neue Anwärter schikaniert, erregt den Zorn eines längst verstorbenen Anwärters, der vor 20 Jahren bei einer misslungenen Schikane ums Leben kam. |
| Sorority House Massacre II                                                             | 1990                                                            | Slasher-Film                                       | Jim Wynorski                       | Seit das alte Hokstedter-Haus vor einigen Jahren Ort blutiger Geschehnisse war, steht es leer und ist günstig zu haben. Für fünf Studentinnen kommt der niedrige Preis wie gerufen, denn sie brauchen ein Verbindungsheim. |
| Sorority House Massacre III: Hard to Die (alt. Tower of Terror oder Hard to Die)       | 1990                                                            | Slasher-Film                                       | Jim Wynorski                       | Der Film hat eine ähnliche Handlung und viele der gleichen Schauspielerinnen wie sein Vorgänger Sorority House Massacre II, von dem Hard to Die im Wesentlichen ein Remake ist. |
| Ghoulies III                                                                           | 1991                                                            | Horrorfilm, Fantasyfilm                            | John Carl Buechler                 | Mit den teuflischen Ghoulies hat wieder einmal keiner gerechnet! Die Streiche der beiden rivalisierenden Fraternities – Gammas und Betas nehmen verheerende Folgen an. Grund genug für die kleinen grünen Monster mitzumischen. Wer zerstörte alles im Gamma-Haus? |
| Happy Hell Night                                                                       | 1991 (en.) / 1992 (dt.)                                         | jugoslawisch-kanadischer Horrorfilm                | Brian Owens                        | Aus Kummer um ihren Liebhaber Sonny, der nicht zur Halloweenparty erscheint, sucht Liz, die gleichzeitig mit Sonnys Bruder Eric liiert war, Pfarrer Cane auf, um ihn um Rat zu ersuchen. Der Geistliche warnt die junge Frau vor dem willenlosen „Werkzeug des Teufels“ und bittet sie, eine nahegelegene Halloweenparty einer Fraternity in einem Verbindungshaus abbrechen zu lassen, da den Teilnehmern Gefahr drohe.                                         |
| Operation Kleinhirn (en. Revenge of the Nerds III: The Next Generation)                | 13. Juli 1992 bei Fox (en.)                                     | Filmkomödie, Sexkomödie                            | Roland Mesa                        | In diesem dritten Film trifft eine neue Generation von „Nerds“ auf etablierte Fraternities, die auf dem Campus nach Akzeptanz streben. Revenge of the Nerds III behält seinen charakteristischen Humor bei und beschäftigt sich gleichzeitig mit Themen wie dem Kampf gegen Vorurteile und der Förderung der Inklusion innerhalb der brüderlichen Kultur. Es unterhält weiterhin Fans, die sich für humorvolle Einblicke in das griechische Leben interessieren. |
| Zwei Chaoten auf dem Campus (en. PCU)                                                  | 29. Apr. 1994 (en.)                                             | Filmkomödie                                        | Hart Bochner                       | Der adrette Studienanfänger Tom Lawrence besucht die Port Chester University (PCU), eine Hochschule, an der Fraternities verboten sind und politische Korrektheit weit verbreitet ist. Während seines Besuchs macht sich der unfallgefährdete Tom mit fast jeder Gruppe von Schülern Feinde und verbringt daher einen Großteil seines Besuchs damit, der wachsenden Menge hinter ihm auszuweichen.                                                               |
| Schwarze Messen auf dem Campus                                                         | 1997                                                            | Filmdrama                                          | William A. Graham                  | Für College-Neuling Lisa läuft es perfekt. Den Job bei der Uni-Zeitung hat sie sicher und einen liebevollen Freund, Steven, noch dazu. Doch als sie sich, zusammen mit ihrer Zimmergenossin Shelby für eine Sorority interessiert, kommt das perfekte Bild ins Wanken. Ein Aufnahmeritual während der „Höllenwoche“ endet tödlich und Lisas Kampfgeist wird geweckt.                                                                                             |
| Scream 2                                                                               | 10. Dez. 1997 (en.)                                             | Horrorfilm                                         | Wes Craven                         | Gale wird bei ihren Recherchen von der neugierigen Provinzjournalistin Debbie Salt behindert. Derek bringt derweil seine Fraternity gegen sich auf und wird zur Strafe abgefüllt und gefesselt auf einer Theaterbühne zurückgelassen, wo er dem maskierten Killer hilflos ausgeliefert ist. Sidney muss mit ansehen, wie Derek erschossen wird. |
| Frat House                                                                             | 21. Jan. 1998                                                   | Dokumentarfilm                                     | Todd Phillips, Andrew Gurland      | Bei SUNY Oneonta treffen Phillips und Co-Regisseur Andrew Gurland ein Fraternitymitglied von Beta Chi, der Blossom heißt. Blossom erzählt den Kameras, dass Schikanieren „wie die Macht eines Gottes zu haben“ sei und dass es zu den Schikanierungsritualen seiner Fraternity gehört, einer Ratte den Kopf abzubeißen. Der Film zeigt eine Initiationszeremonie bei Kerzenschein, bei der neuen „Pleges“ der brüderliche Kodex beigebracht wird.                |
| Goofy nicht zu stoppen                                                                 | 29. Februar 2000 (en.) als Direct-to-Video-Produktion           | Animationsfilm                                     | Douglas McCarthy, Ian Harrowell    | Max genießt das Leben als Student am College in vollen Zügen. Beim anstehenden Biker-Skater- und Blader-Wettbewerb möchte er sein Können beweisen. Goofy tritt jedoch auch an, und zwar in der Gegenmannschaft Gamma Mu Mu. |
| The Skulls – Alle Macht der Welt (en. The Skulls)                                      | 31. März 2000 (en.)                                             | US-amerikanisch-kanadischer Thriller               | Rob Cohen                          | McNamara wird eines Tages durch einen Telefonanruf eingeladen, der Geheimgesellschaft der Skulls beizutreten. Modell für diese Geheimgesellschaft stand die Fraternity Skull & Bones, die wegen mysteriöser Bräuche und ihrer Vernetzungen mit der politischen und wirtschaftlichen Führungsebene der USA Gegenstand zahlreicher Verschwörungstheorien ist. |
| Road Trip – Heißer Trip nach Texas (en. Road Trip)                                     | 11. Aug. 2009 (en.)                                             | College-Komödie, Roadmovie                         | Todd Phillips                      | Die Protagonisten machen Halt beim Haus einer Fraternity. Rubin gibt sich als Mitglied aus, da er den geheimen Gruß kennt. Schnell stellt sich heraus, dass es sich um eine Verbindung für schwarze Studenten handelt, wohingegen die Freunde weiß sind. |
| Natürlich blond (en. Legally Blonde)                                                   | 13. Juli 2001 (en.) / 22. Sep. 2005 (dt.)                       | Filmkomödie                                        | Robert Luketic                     | Das blonde und extrem modeorientierte Sorority-Mitglied Elle Woods hofft auf einen Antrag ihres Freundes Warner Huntington III., der in Harvard Jura studieren will, wird jedoch von ihm unter Verweis auf seine Karrierepläne abserviert. |
| The Skulls II                                                                          | 9. Apr. 2002 (en.)                                              | Thriller                                           | Joe Chappelle                      | Der studierende Ryan Sommers tritt dem Geheimbund The Skulls bei, wovon er sich bessere Karrierechancen verspricht. Später sieht er eine Frau, die vom Dach des Gebäudes der Organisation herunterfällt. |
| Das sexte Semester (en. Sorority Boys)                                                 | 22. März 2002 (en.)                                             | Teenie-Filmkomödie                                 | Wallace Wolodarsky                 | In einer Stadt konkurrieren zwei nordamerikanische Studentenverbindungen miteinander. Die Fraternity ΚΟΚ (Kappa Omikron Kappa) interessiert sich vor allem für wilde Partys mit viel Alkohol und Sex. Nach einer dieser feucht-fröhlichen Feiern kommt es jedoch zum Skandal. |
| Party Animals – Wilder geht’s nicht! (en. National Lampoon’s Van Wilder)               | 5. Apr. 2002 (en.)                                              | US-amerikanisch-deutsche Studenten-Filmkomödie     | Walt Becker                        | Nach ein paar Versuchen, schnell an Geld zu kommen, wird Van von der Fraternity Lambda Omega Omega angesprochen und bietet ihm an, ihm 1000 Dollar zu zahlen, um ihnen eine Riesenparty zu veranstalten, um ihre Popularität zu steigern. |
| Pumpkin                                                                                | 28. Juni 2002 (en.)                                             | Filmkomödie                                        | Anthony Abrams, Adam Larson Broder | Carolyn McDuffy ist ein Mitglied der Sorority Alpha Omega Pi. Die Verbindung entschließt sich, junge behinderte Menschen für die Teilnahme an den Spielen Challenged Games vorzubereiten, was den Titel Verbindung des Jahres bringen soll. |
| Final Examination                                                                      | 2003 als Direct-to-Video-Produktion                             | Thriller                                           | Fred Olen Ray                      | In Hawaii versammeln sich gerade einige ehemalige Studentinnen in einem Luxushotel. Die jungen Frauen gehörten damals der Sorority „Omega Kappa Omega“ an und sind nun zu einem erotischen Fotoshooting eingeladen, das Derek Simmons, der Herausgeber des „Cavalier Magazine“ organisiert hat. |
| Old School – Wir lassen absolut nichts anbrennen (en.: Old School)                     | 21. Feb. 2003 (en.)                                             | Filmkomödie                                        | Todd Phillips                      | Heidis Geständnis, dass sie ihn zwar liebe, er sie sexuell aber nicht völlig befriedige, erschüttert ihn so sehr, dass er die Koffer packt und ein völlig neues Leben beginnen möchte. So mietet er ein Haus auf dem Unicampus, das später Verbindungshaus der Fraternity wird. |
| The Skulls 3 (en. The Skulls III)                                                      | 23. März 2004 (en.)                                             | kanadischer Thriller                               | J. Miles Dale                      | Der Bruder von Taylor Brooks stirbt während des Aufnahmerituals des Geheimbundes The Skulls, dem ebenfalls der Vater der Geschwister angehört. Brooks studiert vier Jahre später an einem College in Neuengland. Sie beantragt ihre eigene Aufnahme im Bund, wird jedoch zuerst als Frau abgewiesen. |
| Acarophobia: Cami – Königin der Insekten (en. Insecticidal)                            | 28. Apr. 2005 (en.)                                             | kanadischer Horrorfilm                             | Jeffery Scott Lando                | Cami ist eine introvertierte Studentin, die sich nur für die Forschung an ihren Insekten interessiert. Sie versucht, mehr über deren prähistorischen Gene herauszufinden. Ihren Mitbewohnerinnen im Sorority-Verbindungshaus geht es gehörig auf die Nerven, wenn diverse Krabbeltiere ausbrechen. |
| Black Christmas                                                                        | 15. Dez. 2006 (en.)                                             | US-amerikanisch-kanadischer Horrorfilm             | Glen Morgan                        | Sieben Studentinnen der Sorority Delta-Alpha-Kappa treffen sich zusammen mit ihrer Hausmutter in ihrem Verbindungshaus, um gemäß der Tradition der Verbindung gemeinsam den Weihnachtsabend zu feiern. Die Regel der Tradition will es, dass jedes Mitglied einem anderen zugelosten Mädchen ein Weihnachtsgeschenk überreicht. |
| American Pie präsentiert: Nackte Tatsachen (en. American Pie Presents: The Naked Mile) | 2006 als Direct-to-DVD-Produktion                               | Teenie-Komödie                                     | Joe Nussbaum                       | Die Figuren Steve und Matt Stifler haben mit Erik einen jüngeren Cousin, der im Gegensatz zu ihnen schüchtern und zum Ende seiner High-School-Zeit immer noch „Jungfrau“ ist. Daher fahren sie zu dritt zur legendären Nackten Meile, einem traditionell nackt ausgetragenen Campuslauf. Auf dem Campus angekommen werden sie mit Fraternities konfrontiert, für eine davon treten sie später in einem American-Football-Spiel an.                               |
| Im Bann der dunklen Mächte (en. The Initiation of Sarah)                               | 22. Okt. 2006 bei ABC Family (en.)/4. Aug. 2008 (dt.)           | Horrorfilm                                         | Stuart Gillard                     | Die beiden Zwillinge Sarah und Lindsay Goodwin beginnen gemeinsam ihr Studium und erhalten Einladungen für die exklusiven Sororities Alpha Nü Gamma und Pi Epsilon Delta. Die beiden rivalisierenden Verbindungen sind vor allem an Sarah interessiert, die sie für die Auserwählte halten. |
| Die Party Animals sind zurück! (en. National Lampoon’s Pledge This!)                   | 19. Dez. 2006 (en.)                                             | Filmkomödie                                        | William Heins                      | Victoria English ist die Leiterin der heißesten Sorority an der South Beach University in Miami. In ihre Sorority darf niemand, der durch das strenge Auswahlverfahren fällt. |
| Der gute Hirte (2006)                                                                  | 22. Dez. 2006 (en.)/15. Feb. 2007 (dt.)                         | Thriller                                           | Robert De Niro                     | „Skull And Bones Society“ – diese geheimen Bruderschaft zielt darauf ab, die zukünftigen Führungspersönlichkeiten der amerikanischen Gesellschaft zu fördern. Edward Wilson tritt 1939 der Yale-Studentenvereinigung bei. Bald darauf wird Wilson von Bill Sullivan für den Office Of Strategic Services (OSS) angeworben. Der als Patriot bekannte und kühle Analytiker wird später zu den Gründungsvätern der CIA, die aus dem OSS hervorgeht, gehören.        |
| Sydney White – Campus Queen (en. Sydney White)                                         | 21. Sep. 2007 (en.)                                             | Filmkomödie                                        | Joe Nussbaum                       | Sydney White, Tochter eines Installateurs, fängt ein Studium an der Southern Atlantic University an. Sie möchte derselben Sorority Kappa Phi Ny beitreten, der bereits ihre früh verstorbene Mutter angehörte, wird allerdings von diesen sehr enttäuscht und von deren eingebildeten und langjährigen Präsidentin Rachel Witchburn öffentlich gedemütigt. |
| American Pie präsentiert: Die College-Clique (en. American Pie Presents: Beta House)   | 26. Dez. 2007 (en.)                                             | Teenie-Komödie                                     | Andrew Waller                      | Die beiden Freunde Erik Stifler und Mike „Cooze“ Coozeman, bekannt aus dem Vorgänger, kommen auf das College. Dort treffen sie wieder auf Eriks Cousin Dwight Stifler, der zu Beginn des neuen Semesters eine Party schmeißt. Erik und seine Freunde wollen unbedingt in die Fraternity „Beta Delta Xi“ eintreten. |
| Stomp the Yard                                                                         | 12. Jan. 2007 (en.)                                             | Filmdrama                                          | Sylvain White                      | DJ zieht daraufhin zu seiner Tante nach Atlanta, wo er an der Truth University studieren soll. Dort verliebt er sich in die hübsche April, die Tochter des Universitätsdirektors und Freundin des Mu-Gamma-Typen Grant. Auf Grund seiner unglaublichen Moves streiten sich bald zwei Fraternities um ihn. Die Thetas und die Mu Gammas. |
| College Animals 3 (en. Fraternity House)                                               | 2008                                                            | Filmkomödie                                        | Antonijs Prizevoits                | Jake und Evan sind dabei ihren Abschluss am College zu machen. Die beiden Fraternitymitglieder wollen lieber am College bleiben um Partys zu feiern, sich mit den Damen zu vergnügen oder sich zu betrinken, anstatt ins Artbeitsleben zu starten, um Investmentbanker zu werden. |
| College                                                                                | 29. Aug. 2008 (en.)                                             | Filmkomödie                                        | Deb Hagan                          | Nachdem seine Freundin ihn verlassen hat, hat der Oberstufenschüler Kevin keine Lust, am Orientierungswochenende für Studienanfänger an der Fairmont University teilzunehmen, aber seine Freunde ziehen ihn trotzdem mit. Dort treffen die Teenager auf Mitglieder der rüpelhaftesten Fraternity auf dem Campus, die ihnen die College-Partyszene vorstellt, sowie auf ein paar Studentenverbindungsmädchen.                                                     |
| College Road Trip                                                                      | 7. März 2008 (en.)                                              | Filmkomödie                                        | Roger Kumble                       | Der übervorsorgliche Kontrollfreak James steht kurz davor, seine über alles geliebte Tochter Melanie aufs College zu schicken. Beim Besuch ihrer Großmutter in Pittsburgh übernachtet Melanie mit ihren beiden besten Freundinnen im Sorority-Studentenwohnheim. Er selbst befürchtet Schlimmes, weswegen er versucht, in das Heim einzubrechen. |
| House Bunny (en. The House Bunny)                                                      | 22. Aug. 2008 (en.)/9. Okt. 2008 (dt.)                          | Filmkomödie                                        | Fred Wolf                          | Shelley lebt ein sorgenloses Leben als Playboy-Bunny, bis man sie aus der Playboy Mansion wirft. Das Schicksal führt das obdachlose Ex-Bunny ins Haus der Zeta-Alpha-Zeta-Sorority. Die sieben Bewohnerinnen des Hauses laufen Gefahr, das Haus an die Mädchen des Phi Iota My zu verlieren. |
| Schön bis in den Tod (en. Sorority Row)                                                | 11. Sep. 2009 (en.)                                             | Horrorfilm                                         | Stewart Hendler                    | Die Freundinnen Jessi, Cassidy, Ellie, Claire, Chugs und Megan sind Mitglieder der Sorority „Theta Pi“. Als Megan von ihrem Freund Garett betrogen wird, sinnen die Frauen auf Rache. Während einer Party in ihrem Verbindungshaus geben sie Garett Pillen, die er ihr verabreichen soll, um sie gefügig zu machen. |
| Im tiefen Tal der Superbabes (en. Deep in the Valley)                                  | 2009                                                            | Filmkomödie                                        | Christian Forte                    | Lester überredet seinen Freund Carl, gemeinsam mit ihm einen Pornofilm anzusehen. Während dieser abgespielt wird, werden beide in eine Parallelwelt mit vielen Sororities transportiert und befinden sich selbst im Film. In der Stadt werden sie vom Polizisten Rod Cannon und seiner Gehilfin verhaftet. |
| Girls Mansion Massacre (en. The Telling)                                               | 2009                                                            | Horrorfilm                                         | Nicholas Carpenter                 | Um Mitglied einer Sorority werden zu können, erzählen Mädels einander Gruselgeschichten. Dabei heraus kommt das Girls Mansion Massacre. |
| The Social Network                                                                     | 24. Sep. 2010 (en.)                                             | Filmdrama                                          | David Fincher                      | Der Film konzentriert sich zwar nicht auf Fraternities, bietet aber Einblicke in elitäre Geheimbünde an der Harvard-Universität – darunter einen, zu dem Facebook-Gründer Mark Zuckerberg Aufnahme suchte. Dieses von der Kritik gefeierte Drama beleuchtet Themen wie Ehrgeiz, Machtdynamik und sozialen Status, die in exklusiven Organisationen wie Fraternities zu finden sind.                                                                              |
| Brotherhood – Die Bruderschaft des Todes (en. Brotherhood – Are you in or out)         | 17. Jan. 2011 (en.)/6. Juli 2013 im Free-TV auf ProSieben (dt.) | Thriller                                           | Will Canon                         | Adam Buckley und seine Freunde wollen unbedingt in eine angesagte Fraternity Sigma Zete Chi aufgenommen werden, eine Aufnahmeprüfung ist Voraussetzung. Doch dass die Aufnahmeprüfung ein Raubüberfall sein würde, haben Adam und die anderen Neulinge nicht erwartet. |
| So Undercover                                                                          | 5. Februar 2013 als Direct-to-Video (en.)                       | Spielfilm                                          | Tom Vaughan                        | An ihrem ersten Tag am College lernt sie die Sorority-Schwester Sasha Stolezinsky, die angeblich in Kroatien gemodelt hat, kennen. Auch Alex begegnet sie und sie tut so, als wären die beiden zusammen in ein Camp gegangen. Sie teilt sich ein Zimmer mit Becky Slotsky, die genauso wenig Bock auf die anderen Schwestern hat wie Molly. |
| Die Monster Uni (en. Monsters University)                                              | 8. Juni 2013 (en.)                                              | Animationsfilm                                     | Dan Scanlon                        | Das Monster Mike Glotzkowski hat seit dem Kindergarten den Wunsch, auf die Monster Uni zu gehen. Er schafft die Aufnahme an der Uni und muss am Ende des ersten Semesters eine praktische Prüfung ablegen. Dafür trainiert Mike das Team „Omega Kreischma“, dessen Mitglieder alle bereits einen Studienabbruch hinter sich haben. |
| Kindsköpfe 2 (en. Grown Ups 2)                                                         | 2013                                                            | Filmkomödie                                        | Dennis Dugan                       | Der letzte Schultag steht bevor und eine Gruppe Studenten, allen voran der angeberische Andy, werfen Lenny und seinen Freunden vor, sie seien längst nicht mehr so angesagt wie früher. Als Rache dafür verwüstet Braden ihr Verbindungshaus, was sie jedoch den Vätern zuschreiben. |
| 21 & Over                                                                              | 1. März 2013 (en.)/25. Juli 2013 (dt.)                          | Filmkomödie                                        | Jon Lucas, Scott Moore             | Zum 21. Geburtstag ihres Freundes Jeff wollen dessen beiden Kameraden Casey und Miller ihn zu einer Partynacht in der Stadt überreden. Nach einer Tour durch die Bars suchen sie nach Nicole, ein Mädchen, welches sie in der ersten Bar angetroffen haben. Sie suchen sie in einer nahegelegenen Sorority auf, finden jedoch schnell heraus, dass sie sich in der falschen Sorority befinden.                                                                   |
| 22 Jump Street                                                                         | 31. Juli 2014 (dt.)                                             | Filmkomödie                                        | Phil Lord, Christopher Miller      | Dieses Mal findet der Einsatz, bei dem sie dem Dealer der Modedroge WHYPHY auf die Schliche kommen sollen, auf dem Universitätscampus statt. Durch die Verlockungen des Studentenlebens (und der Fraternities) verlieren die beiden ihren Fall immer mehr aus den Augen. |
| Alpha House, Der Partylöwe (en. Alpha House, Sorority Sex House)                       | 10. Okt. 2014 (en.)                                             | Filmkomödie                                        | Jacob Cooney                       | Für die Freunde Cameron und Zack beginnt die Studentenzeit auf der Sterling Universität. Darüber hinaus gelingt es beiden, sich erfolgreich für die Fraternity „Alpha House“ zu bewerben. Diese hat auf dem College den Ruf, besonders wilde und ausschweifende Uni-Partys zu organisieren. Dieses ist dem stellvertretenden Dekan ein Dorn im Auge, sodass er Studentinnen der Sorority „Delta“ anbietet, ins „Alpha House“ zu ziehen.                          |
| Bad Neighbors (en. Neighbors)                                                          | 9. Mai 2014 (en.)/8. Mai 2014 (dt.)                             | Filmkomödie                                        | Nicholas Stoller                   | Das Ehepaar Mac und Kelly Radner lebt mit seinem Baby Stella ein ruhiges Leben, bis im Nachbarhaus die Fraternity Delta Psi Beta (ΔΨΒ) einzieht. Die jungen Eltern befürchten schlaflose Nächte durch die partywütigen Studenten. |
| Lake Placid vs. Anaconda                                                               | 25. Apr. 2015 (en.)                                             | US-amerikanisch-bulgarischer Tierhorrorfernsehfilm | A.B. Stone                         | Sheriff Reba bittet telefonisch den Beamten des U.S. Fish and Wildlife Service Will „Tully“ Tull, ihr bei der Rückholaktion der entflohenen Krokodile zu helfen. Währenddessen treffen eine Gruppe von Studentinnen der Sorority Delta Gamma, angeführt von Tiffani und Amber, und zwei Studenten der Fraternity Sigma Phi, Brett und Andrew, in Clear Lake ein, um einige neue Mitglieder zu initialisieren, darunter Margo und Tullys Tochter Bethany.         |
| Bad Neighbors 2 (en. Neighbors 2: Sorority Rising)                                     | 20. Mai 2016 (en.)/5. Mai 2016 (dt.)                            | Filmkomödie                                        | Nicholas Stoller                   | Währenddessen haben sich auf einem nahgelegenen Campus eine Gruppe Freshmen-Mädchen auf einer Party der Sorority Phi Lambda versammelt. Nachdem sie die Nacht über feiern, zeigen sich einige der Mädchen bald als sehr unzufrieden mit den bestehenden Praktiken der Phi Lambda. |
| Goat                                                                                   | 22. Jan. 2016 (en.)/12. Feb. 2016 (dt.)                         | Filmdrama                                          | Andrew Neel                        | Nach einer Party nimmt Brad Land in seinem Auto zwei Fremde mit. Als Dank wird er von ihnen nicht nur ausgeraubt, sondern auch brutal zugerichtet. Es dauert einen ganzen Sommer, bis seine Wunden langsam verheilen, und der 19-Jährige beschließt, sich an der Uni einzuschreiben und dort wie sein älterer Bruder Brett einer Fraternity beizutreten. |
| Happy Deathday                                                                         | 13. Okt. 2017 von Universal Pictures (en.)                      | Horrorkomödie                                      | Christopher Landon                 | Die Studentin Theresa „Tree“ Gelbman wird an ihrem Geburtstag von einer unbekannten, maskierten Person ermordet. Am nächsten Morgen erwacht sie jedoch erneut im Fraternity Verbindungshaus, als sei nichts passiert, nur um herauszufinden, dass sie sich in einer Zeitschleife befindet. Es ist wieder ihr Geburtstag und sie wird abermals ermordet. |
| Burning Sands                                                                          | 24. Jan. 2017 (en.)                                             | US-amerikanischer Dokumentarfilm                   | Gerard McMurray                    | Der junge Afroamerikaner Zurich befindet sich in seinem ersten Jahr am College. Seine Lehrer respektieren ihn und er soll in die renommierte schwarzen Fraternity seines Colleges aufgenommen werden. Hierfür muss er jedoch eine Höllenwoche über sich ergehen lassen, um seine Eignung unter Beweis zu stellen. |
| How to Party with Mom (en. Life of the Party)                                          | 11. Mai 2018 (en.)/5. Juli 2018 (dt.)                           | Filmkomödie                                        | Ben Falcone                        | Ihre Tochter ist zunächst nur mäßig begeistert, doch ihre Sorority liebt die schon etwas ältere Dame. Und so beginnt ein turbulentes Studienjahr für Deanna mit zahlreichen Partys und Ausschweifungen. Mit ihrer Erfahrung steht sie den wesentlich jüngeren Kommilitonen zur Seite, insbesondere ihrer Mitbewohnerin Leonor. |
| Haunting on Fraternity Row                                                             | 2. Nov. 2018 (en.)                                              | Horrorfilm, Thriller, Fantasyfilm                  | Brant Sersen                       | Im Haus einer Fraternity wird wie jedes Jahr die große „Winter Luau“-Party gefeiert. Doch als vermehrt sowohl Mitglieder der Fraternity, als auch Studentinnen unter furchtbaren Umständen zu Tode kommen, entdecken die Studenten, dass ein böses Wesen die Kontrolle über das Haus übernommen hat. |
| Leprechaun Returns                                                                     | 11. Dez. 2018 von Fernsehsender Syfyglobal                      | Horrorfilm                                         | Steven Kostanski                   | Lila, die Tochter von Tory Reding aus dem ersten Teil, hat sich der Sorority Alpha Upsilon (AU) angeschlossen und sich auf den Weg zum neuen Verbindungshaus gemacht. Leider wurde sie am Bahnhof vergessen, doch der etwas zurückgeblieben erscheinende Ozzie nimmt sie mit. Dort angekommen ist die Überraschung groß. Pünktlichkeit ist nicht die Stärke der Verbindung.                                                                                      |
| Black Christmas                                                                        | 13. Dez. 2019 von Universal Pictures (en.)                      | Horrorfilm                                         | Sophia Takal                       | Auf dem Heimweg wird die Studentin Lindsey vom Hawthorne College von einer maskierten Person mit einem Eiszapfen aufgespießt. Riley Stone ist eine Studentin der Sorority Mu Kappa Epsilon (ΜΚΕ) am College, kämpft immer noch damit, von Brian Huntley, dem ehemaligen Präsidenten der Fraternity Delta Kappa Omicron (DKO), vergewaltigt worden zu sein. |

## Serien
Alle Serien sind US-amerikanische Produktionen, soweit nicht im Genre anders ausgeführt. Die Sortierung erfolgt nach dem Datum der Erstveröffentlichung der ersten Folge der Serie.
| Serientitel   | Jahre des Erstveröffentlichungs-zeitraumes | Erstausstrahlungdatum der ersten Folge (en.)/(dt.)     | Genre                   | Episoden         | Anmerkungen |
| ------------- | ------------------------------------------ | ------------------------------------------------------ | ----------------------- | ---------------- | --- |
| Greek         | 2007–2011                                  | 9. Juli 2007 auf ABC Family/7. März 2010 auf ProSieben | Dramaserie, Jugendserie | 74 in 4 Staffeln | Im Mittelpunkt der Serie stehen die Fraternities und ihre Mitglieder an der fiktionalen Cyprus-Rhodes University (CRU). Die meisten Charaktere sind Mitglieder der fiktionalen Bruderschaften Kappa Tau Gamma (ΚΤΓ) oder Omega Chi Delta (ΩΧΔ) beziehungsweise der fiktionalen Schwesternschaft Zeta Beta Zeta (ΖΒΖ). |
| Scream Queens | 2015–2016                                  | 22. Sep. 2015 auf Fox/30. März 2017 auf Sixx           | Horror, Comedy          | 23 in 2 Staffeln | Eigentlich erhalten nur die wohlhabendsten und angesehensten jungen Frauen Zugang zu der Elite-Sorority Kappa Kappa Tau, doch Uni-Dekanin Cathy Munsch ändert dies und nun muss die Verbindung jede Aspirantin aufnehmen. So auch Grace Gardner.                                                                      |

Hier werden einzelne Serienepisoden aufgeführt, bei denen es nur in diesen einzelnen Episoden um Fraternities und Sororities geht.
| Episoden- und Filmtitel                                                        | Erstausstrahlung der Episode (en.)/(dt.)               | Ausstrahlungszeitraum der Serie allgemein | Genre                          | Episode                            | Regisseur        | Anmerkungen |
| ------------------------------------------------------------------------------ | ------------------------------------------------------ | ----------------------------------------- | ------------------------------ | ---------------------------------- | ---------------- | --- |
| Sprung ins Ungewisse (en. You Jump, I Jump, Jack) in Gilmore Girls             | 02. Nov. 2004 (en.)/15. Dez. 2005 (dt.)                | 2000–2007, 2016                           | Drama- und Comedy-Fernsehserie | Episode 94/Staffel 5, Episode 7    | Kenny Ortega     | Rory hingegen wird von Logan zu einer Veranstaltung der Geheimverbindung mitgenommen. Dabei fragt man sich die ganze Zeit, wie sie eigentlich problemlos zwischen den ganzen aufwendig verkleideten Studenten in normaler Kleidung herumlaufen und für ihre Reportage recherchieren kann. Ist der Sinn einer Geheimverbindung nicht, geheim zu bleiben?                                                                        |
| Die Studentenverbindung in Law & Order: Special Victims Unit                   | 06. Jan. 2004 (en.)/08. März 2007 (dt.)                | 1999–heute (2024) (en.)                   | Kriminalfilm/-serie            | Episode 103/Staffel 5, Episode 12  | Jean de Segonzac | Ein Mitglied einer Fraternity Tau Omega wird ermordet aufgefunden und der Täter war ein Kandidat für diese Verbindung. Es stellt sich auch heraus, dass er vergewaltigt wurde und dass das Mordopfer beteiligt war während der Initiation und ihn nachgestellt hat, als er mit der Verbindung deswegen brach. |
| Zimmer 413: Studentinnen des Todes (en. Scary Sherry: Bianca's Toast) in Psych | 02. März 2007 (en.)/31. Jan. 2008 (dt.)                | 2006–2014                                 | Krimiserie                     | Staffel 1 Episode 15               | John Landis      | Juliet ist undercover und bittet Shawn sowie Gus um Unterstützung bei der Untersuchung eines vermeintlichen Suizids der Studentin Doreen Harthan. Während die drei auf einer Studentinnenparty sind, beobachten sie einige seltsame Vorfälle, so ruft beispielsweise eine Stimme wiederholt das Wort „ACNAIB“. Shawn stellt später fest, dass es sich um eine Rückwärtslesung von Bianca handelt, und erzählt Juliet davon.    |
| Vertuscht (en. Girl Dishonored) in Law & Order: Special Victims Unit           | 24. Apr. 2013 (en.) auf NBC/6. Juni 2014 (dt.) auf VOX | 1999–heute (2024) (en.)                   | Kriminalfilm/-serie            | Episode 315/Staffel 14, Episode 20 | Holly Dale       | Die schüchterne Lindsay möchte unbedingt Mitglied einer angesehenen Sorority werden. Zuerst muss sie eine Prüfung ablegen – dabei wird sie von drei Burschen einer anderen Verbindung vergewaltigt. Sie nennt Travis Holmes als Haupttäter. Lindsay war jedoch betrunken und duschte nach dem Übergriff, wodurch alle Spuren entfernt wurden.                                                                                  |
| Meg geht aufs College (en. Meg Goes to College) in Family Guy                  | 2. Mai 2021 (en.)/19. Jan. 2022 (dt.)                  | 1999–heute (2024) (en.)                   | Zeichentrickserie              | Episode 367/Staffel 19, Episode 18 | Joseph Lee       | Meg möchte unbedingt ans College. Da Peter und Lois befürchten, dass sie nicht aufgenommen wird, faken sie kurzerhand die Bewerbung und schreiben einige Dinge hinein, die keinesfalls der Wahrheit entsprechen. Als Meg eine Zusage von der Brown University bekommt, platzt sie fast vor Stolz. Wenig später beschließt Peter jedoch, auch dort zu studieren, sodass es zu einem handfesten Streit mit seiner Tochter kommt. |